# 新府中街道
新府中街道（しんふちゅうかいどう）は東京都小平市小川町から、同府中市住吉町に至る府中街道および鎌倉街道のバイパス道路の通称道路名。東京都道16号立川所沢線（府中街道）と東京都道18号府中町田線（鎌倉街道）の各本線と同様に多摩南北道路に位置づけられている。また、これらの2路線を直線的に結ぶ役割を果たす。

## 概要
- 起点：小平市小川町　東京都道5号新宿青梅線（青梅街道）・東京都道16号立川所沢線（府中街道）交点（小川町西交差点）
- 終点：府中市住吉町　東京都道18号府中町田線本線交点（中河原駅北交差点）

- - 制限速度: 60km/h（法定速度）供用中の国分寺市から鎌倉街道、接続先の多摩ニュータウン通りまでの区間で制限速度が統一されている。（乞田新大橋以南の鎌倉街道のうち未整備区間は異なる）

概ね28m～36m（歩道・環境施設帯含む）往復4～6車線の広幅員で整備または計画されており、並行する既存道路の渋滞緩和・生活道路への流入抑制効果が期待されている。国分寺市日吉町～小平市小川町間は事業中であり、所沢方面へは既存の府中街道に迂回が必要である。
国道20号以北では東京都道17号所沢府中線に指定されており、本線に並行しているが、直接の接続は小川町西交差点のクランクを除き一切ない。

## 歴史
起終点ともに、かつての鎌倉街道上道の経路上の地点となっている。しかし、当時の道筋は当道路のように本宿を通るルートではなく、重要な経過地であった府中市街へ迂回してから北上するように辿っていた。（府中市街以北は概ね府中街道に並行）
当道路はその迂回区間を短絡し、最短ルートで向かうように整備されているものである。
2014年（平成26年）12月19日: 東京都により都市計画変更告示がなされ、小平市内の当道路の整備形態が最終決定される。
2017年（平成29年）3月16日: 国分寺都市計画道路3・2・8号府中所沢線のうち、熊野神社通り（現都道222号支線）交点～多喜窪通り交点までの区間が暫定3車線で供用開始。
2025年（令和7年）2月17日: 都道222号（市役所通り）交点〜都道222号支線（熊野神社通り）交点間までの区間が暫定3車線で供用開始。
2026年（令和8年）12月: 五日市街道交点〜都道222号（市役所通り）交点までの区間が供用開始予定。

## 地理
高速道路との直接の接続はないが、国道20号（甲州街道）経由で中央道国立府中ICが利用可能である。
南行は片側2車線のまま国分寺市内から多摩市乞田まで向かうが、北行は側道合流や直進車線の付加車線化など、全線で通行するには車線変更が必要な箇所が多く存在し、注意が必要である。
特に西原町一丁目交差点は、東八道路が暫定的な終点となっている関係から、東八道路へ入るための右折レーンが主導線となっており、国分寺方面へ直進するためには左側1レーンを走行する必要がある。

### 通過市町村
括弧内は都市計画道路番号
- 東京都
  - 小平市（小平3・2・8号）
  - 国分寺市（国分寺3・2・8号）
  - 府中市（府中3・3・8号）

### 交差する道路
| 交差する道路（通称）                                        | 交差する場所                 | 交差する場所 | 都道番号 |
| ----------------------------------------------------------- | ---------------------------- | ------------ | -------- |
| 東京都道16号立川所沢線（府中街道） 小川駅・所沢方面         |                              |              |          |
| 東京都道5号新宿青梅線（青梅街道）                           | 小川町西 交差点              | 小平市       | 都道17号 |
| 事業中                                                      |                              |              | 都道17号 |
| 小平市道（たかの街道）                                      | 津田町付近                   | 小平市       | 都道17号 |
| 東京都道7号杉並あきる野線（五日市街道）                     | 東戸倉2丁目付近              | 国分寺市     | 都道17号 |
| 事業中                                                      |                              |              | 都道17号 |
| 東京都道222号国立停車場恋ヶ窪線（市役所通り）               | 戸倉付近                     | 国分寺市     | 都道17号 |
| 東京都道222号国立停車場恋ヶ窪線支線（熊野神社通り）         | （国分寺市立第五小学校付近） | 国分寺市     | 都道17号 |
| 東京都道145号立川国分寺線（多喜窪通り）                     | （根岸病院付近）             | 国分寺市     | 都道17号 |
| 東京都道14号新宿国立線（東八道路）                          | 西原町一丁目 交差点          | 府中市       | 都道17号 |
| 府中市道（富士見通り）                                      | 本宿町四丁目 交差点          | 府中市       | 都道17号 |
| 国道20号（甲州街道）                                        | 本宿交番前 交差点            | 府中市       | 都道17号 |
| 国道20号（甲州街道）                                        | 本宿交番前 交差点            | 府中市       | 都道18号 |
| 府中市道（御猟場道）                                        | 本宿町一丁目交差点           | 府中市       |          |
| くすのき通り（中央自動車道・立体交差）                      | 分梅町四丁目 交差点          | 府中市       |          |
| 東京都道18号府中町田線（鎌倉街道）                          | 中河原駅北交差点             | 府中市       |          |
| 東京都道18号府中町田線（鎌倉街道） 多摩センター駅・町田方面 |                              |              |          |

### 交差する鉄道
- 西武国分寺線
- JR中央線（国分寺陸橋）
- JR南武線（本宿トンネル）

### 沿線の主な施設
| 施設                         | 所在地   |
| ---------------------------- | -------- |
| 国分寺市立第五小学校         | 国分寺市 |
| 東京都立多摩総合医療センター | 府中市   |